# Bilal Brahimi
Bilal Brahimi (Villepinte, 28 marzo 2000) è un calciatore francese, centrocampista del Caen.

## Biografia
Ha origini marocchine.

## Carriera
Brahimi è entrato a far parte del settore giovanile del Troyes nel 2014 dopo gli esordi con Villepinte e Montfermeil. Nel 2018 è stato promosso nella squadra riserve dove ha debuttato il 10 febbraio nel match di Championnat National 3 vinto 3-1 contro il Sarre-Union. Nel 2020 ha firmato con il Le Havre, dove ha trascorso una stagione con la seconda squadra.
Nell'estate del 2021 è passato al Dunkerque con cui ha debuttato nel calcio professionistico il 24 luglio nell'incontro di Ligue 2 pareggiato 1-1 contro il Quevilly-Rouen. Il 16 agosto 2021 ha firmato il suo primo contratto professionistico di durata triennale ed il 24 settembre ha realizzato il suo primo gol nel successo per 2-1 sul Pau. Il 23 maggio 2022 è stato eletto miglior giocatore della squadra per la stagione appena conclusa.
Il 27 giugno 2022 è stato acquistato a titolo definitivo dal Caen, con cui ha firmato un quadriennale.

## Statistiche
aggiornato al 16 febbraio 2025
| Stagione        | Squadra         | Campionato      | Campionato | Campionato | Coppe nazionali | Coppe nazionali | Coppe nazionali | Coppe continentali | Coppe continentali | Coppe continentali | Altre coppe | Altre coppe | Altre coppe | Totale | Totale | Totale |
| Stagione        | Squadra         | Comp            | Pres       | Reti       | Comp            | Pres            | Reti            | Comp               | Pres               | Reti               | Comp        | Pres        | Reti        | Pres   | Reti   |        |
| --------------- | --------------- | --------------- | ---------- | ---------- | --------------- | --------------- | --------------- | ------------------ | ------------------ | ------------------ | ----------- | ----------- | ----------- | ------ | ------ | ------ |
| 2017-2018       | Troyes 2        | N3              | 3          | 0          |                 | -               | -               |                    | -                  | -                  |             | -           | -           | 3      | 0      |        |
| 2018-2019       | Troyes 2        | N3              | 19         | 4          |                 | -               | -               |                    | -                  | -                  |             | -           | -           | 19     | 4      |        |
| 2019-2020       | Troyes 2        | N3              | 14         | 4          |                 | -               | -               |                    | -                  | -                  |             | -           | -           | 14     | 4      |        |
| Totale Troyes B | Totale Troyes B | Totale Troyes B | 36         | 8          |                 | -               | -               |                    | -                  | -                  |             | -           | -           | 36     | 8      |        |
| 2020-2021       | Le Havre 2      | N3              | 3          | 0          |                 | -               | -               |                    | -                  | -                  |             | -           | -           | 3      | 0      |        |
| 2021-2022       | Dunkerque       | L2              | 36         | 3          | CF              | 1               | 0               |                    | -                  | -                  |             | -           | -           | 37     | 3      |        |
| 2022-2023       | Caen            | L2              | 36         | 3          | CF              | 2               | 0               |                    | -                  | -                  |             | -           | -           | 38     | 3      |        |
| 2023-2024       | Caen            | L2              | 30         | 2          | CF              | 3               | 0               |                    | -                  | -                  |             | -           | -           | 33     | 2      |        |
| 2024-2025       | Caen            | L2              | 21         | 3          | CF              | 3               | 3               |                    | -                  | -                  |             | -           | -           | 24     | 6      |        |
| Totale Caen     | Totale Caen     | Totale Caen     | 87         | 8          |                 | 8               | 3               |                    | -                  | -                  |             | -           | -           | 95     | 11     |        |
| Totale carriera | Totale carriera | Totale carriera | 162        | 19         |                 | 9               | 3               |                    | -                  | -                  |             | -           | -           | 171    | 22     |        |